# سامح عبد الوارث
سامح عبد الوارث (مواليد 3 أغسطس 1971) هو لاعب كرة يد معتزل مصري، شارك مع منتخب مصر في أولمبياد 1996.

## وصلات خارجية
- سامح عبد الوارث على موقع الاتحاد الأوروبي لكرة اليد (الإنجليزية)
- سامح عبد الوارث على موقع أوليمبيديا (الإنجليزية)